# 格雷厄姆镇区 (艾奥瓦州约翰逊县)
格雷厄姆鎮區（英語：Graham Township）是位於美國愛荷華州約翰遜縣的一個行政鎮區。

## 地方資料
根據2010年美國人口普查的數據，格雷厄姆鎮區的面積為78.69平方千米，當中陸地面積為78.64平方千米，而水域面積為0.05平方千米。當地共有人口489人，而人口密度為每平方千米6.21人。